# Donuts (album)
Pour les articles homonymes, voir Donut.
Albums de J Dilla
Champion Sound
(2003)
Donuts est le second album studio du producteur de hip-hop américain J Dilla, sorti le 7 février 2006.

## Critiques
Donuts reçoit un excellent accueil de la part des critiques musicales.

## Liste des titres
| No  | Titre                        | Durée |
| --- | ---------------------------- | ----- |
| 1.  | Donuts (Outro)               | 0:11  |
| 2.  | Workinonit                   | 2:57  |
| 3.  | Waves                        | 1:38  |
| 4.  | Light My Fire                | 0:35  |
| 5.  | The New                      | 0:49  |
| 6.  | Stop                         | 1:39  |
| 7.  | People                       | 1:24  |
| 8.  | The Diff'rence               | 1:52  |
| 9.  | Mash                         | 1:31  |
| 10. | Time: The Donut of the Heart | 1:38  |
| 11. | Glazed                       | 1:21  |
| 12. | Airworks                     | 1:44  |
| 13. | Lightworks                   | 1:55  |
| 14. | Stepson of the Clapper       | 1:01  |
| 15. | The Twister (Huh, What)      | 1:16  |
| 16. | One Eleven                   | 1:11  |
| 17. | Two Can Win                  | 1:47  |
| 18. | Don't Cry                    | 1:59  |
| 19. | Anti-American Graffiti       | 1:53  |
| 20. | Geek Down                    | 1:19  |
| 21. | Thunder                      | 0:54  |
| 22. | Gobstopper                   | 1:05  |
| 23. | One for Ghost                | 1:18  |
| 24. | Dilla Says Go                | 1:16  |
| 25. | Walkinonit                   | 1:15  |
| 26. | The Factory                  | 1:23  |
| 27. | U-Love                       | 1:00  |
| 28. | Hi.                          | 1:16  |
| 29. | Bye.                         | 1:27  |
| 30. | Last Donut of the Night      | 1:39  |
| 31. | Welcome to the Show          | 1:12  |

## Crédits
- J Dilla – producteur
- Peanut Butter Wolf – producteur exécutif
- Dave Cooley – mastering
- Jeff Jank – design
- Andrew Gura – photographie

## Classement
| Classements (2006)              | Meilleure Position |
| ------------------------------- | ------------------ |
| Billboard US Independent Albums | 21                 |